# Earl Young
Earl Verdelle Young (ur. 14 lutego 1941 w San Fernando w stanie Kalifornia) – amerykański lekkoatleta sprinter, mistrz olimpijski z 1960 i rekordzista świata.
Specjalizował się w biegu na 400 metrów. 12 sierpnia 1960 w Walnut sztafeta amerykańska w składzie: Eddie Southern, Young, Otis Davis i Jack Yerman ustanowiła rekord świata na dystansie 4 × 440 jardów z czasem 3:05,6.
Na igrzyskach olimpijskich w 1960 w Rzymie amerykańska sztafeta 4 × 400 metrów w składzie Yerman, Young, Glenn Davis i Otis Davis zdobyła złoty medal i ustanowiła rekord świata wynikiem 3:02,2. Young zajął również 6. miejsce w finale biegu na 400 metrów.
Young zdobył dwa złote medale na igrzyskach panamerykańskich w 1963 w São Paulo, w sztafecie 4 × 100 metrów w składzie: Young, Ollan Cassell, Ira Murchison i Brooks Johnson, a także w sztafecie 4 × 400 metrów w składzie: Young, Cassell, James Johnson i Richard Edmunds.